# Marysette Agnel
Marysette Agnel (verheiratete Claret; * 28. August 1926 in Chamonix; † 19. Juli 1958 am Mont Maudit) war eine französische Skirennläuferin.

## Biographie
Agnel stammte aus eine sportbegeisterten Familie. Ihr Vater Ernest war in den 1930er Jahren Vizepräsident des französischen Skiverbands Fédération française de ski. Ihre Geschwister Cécile und Louis Agnel waren ebenfalls als Skirennläufer aktiv.
Marysette Agnel gehörte in den 1950er Jahren zu den besten französischen Skirennläuferinnen. So gewann sie insgesamt 9 französische Meistertitel, darunter viermal in Folge im Riesenslalom. 1950 siegte sie beim Arlberg-Kandahar-Rennen in Mürren im Slalom und in der Alpinen Kombination.
Bei internationalen Großereignissen konnte Agnel zwar mehrere Topplatzierungen, jedoch keinen Medaillengewinn verbuchen. Ihre beste Platzierung erreichte sie bei den Olympischen Winterspielen 1952 in Oslo mit dem 7. Rang im Slalom. 
1958 verunglückte Marysette Claret gemeinsam mit ihrem Mann Maurice, einem Bergführer, bei einer Bergtour am Mont Maudit tödlich.

## Erfolge

### Olympische Winterspiele
- Oslo 1952: 7. Slalom, 19. Riesenslalom, 22. Abfahrt
- Cortina d’Ampezzo 1956: 8. Riesenslalom, 9. Slalom, 21. Abfahrt

### Weltmeisterschaften
- Oslo 1952: 7. Slalom, 19. Riesenslalom, 22. Abfahrt
- Åre 1954: 12. Slalom, 23. Alpine Kombination, 28. Abfahrt, 29. Riesenslalom
- Cortina d’Ampezzo 1956: 8. Riesenslalom, 9. Slalom, 21. Abfahrt

### Französische Meisterschaften
- Gold in der Abfahrt (1951, 1956)
- Gold im Riesenslalom (1950, 1951, 1952, 1953, 1956)
- Gold im Slalom (1952, 1954)

### Weitere Erfolge
- Sieg beim Slalom des Arlberg-Kandahar-Rennen (1950)
- Sieg in der Kombination des Arlberg-Kandahar-Rennen (1950)
- Trägerin des AK-Diamenten